# Церковь Пресвятой Троицы (Фульнек)
Церковь Пресвятой Троицы (чеш. Římskokatolický farní kostel Nejsvětější Trojice) — приходской римско-католический храм в городе Фульнеке в северо-восточной Моравии (Чехия). Архитектурный памятник XVIII века в стиле барокко, является одной из главных архитектурных доминант города. Стоит на месте старой приходской церкви, документированной уже в XIII веке. Памятник культуры Чешской Республики.
Возведение нового храма произошло в связи с возрастающим культом местного чудотворного образа «Девы Марии-Помощницы». Верующие считают, что на этом образе были обнаружены слёзы, а также что благодаря молитвам возле этого образа случилось несколько исцелений.
Архитектором храма был Николаус Тальхерр, интерьер украшен настенными росписями Йозефа Игнаца Садлера, образами Игнаца Рааба и Феликса Иво Лайхера и другими ценными образами.

## История

### Старая церковь
Старая приходская церковь, посвящённая святым Филиппу и Иакову, стояла на месте сегодняшней часовни Святого Иосифа, на левой стороне храмового нефа. Неизвестно, когда она была построена; первое документальное подтверждение относится к 26 февраля 1293 года в документе господина Ольдржиха из Лихтенбурка (Oldřich z Lichtenburka), потомка влиятельного рода Роновцы и собственника Фульнецкой области, согласно которому он продаёт бургомистру Штедроню (Štědroň) из Йиловца (Jílovec) здание городской управы.
В 1389 году Бенеш из Краварж (Beneš z Kravař) заложил в Фульнеке при церкви монастырь августинцев-каноников, а церковь стала называться «церковью Пресвятой Троицы». Оломоуцкий епископ Микулаш из Ризмбурка (Mikuláš z Rýzmburka) разрешил, чтобы приходская церковь досталась монастырю и так стала церквей капитулной.
В 1416 году в церкви похоронен Лацек I (Lacek I.), первый моравский гетман, назначенный королём Вацлавом IV. В 1429 году Фульнек сжёг Ян из Товачова (Jan z Tovačova), сгорели церковь и монастырь. В 1559 году пожар уничтожил монастырь и прилегающую часть города, в 1657 году церковь опустошили и выжгли шведы. В 1676 году большой пожар опять сжёг город и церковь, 1693 церковь после пожара восстановлена на средства монастыря августинцев. В 1695 году пожар сжёг монастырь и окрестность. В 1672 году папа Климент Х предоставил настоятелю монастыря право митры.

### Чудотворный образ Девы Марии-Помощницы

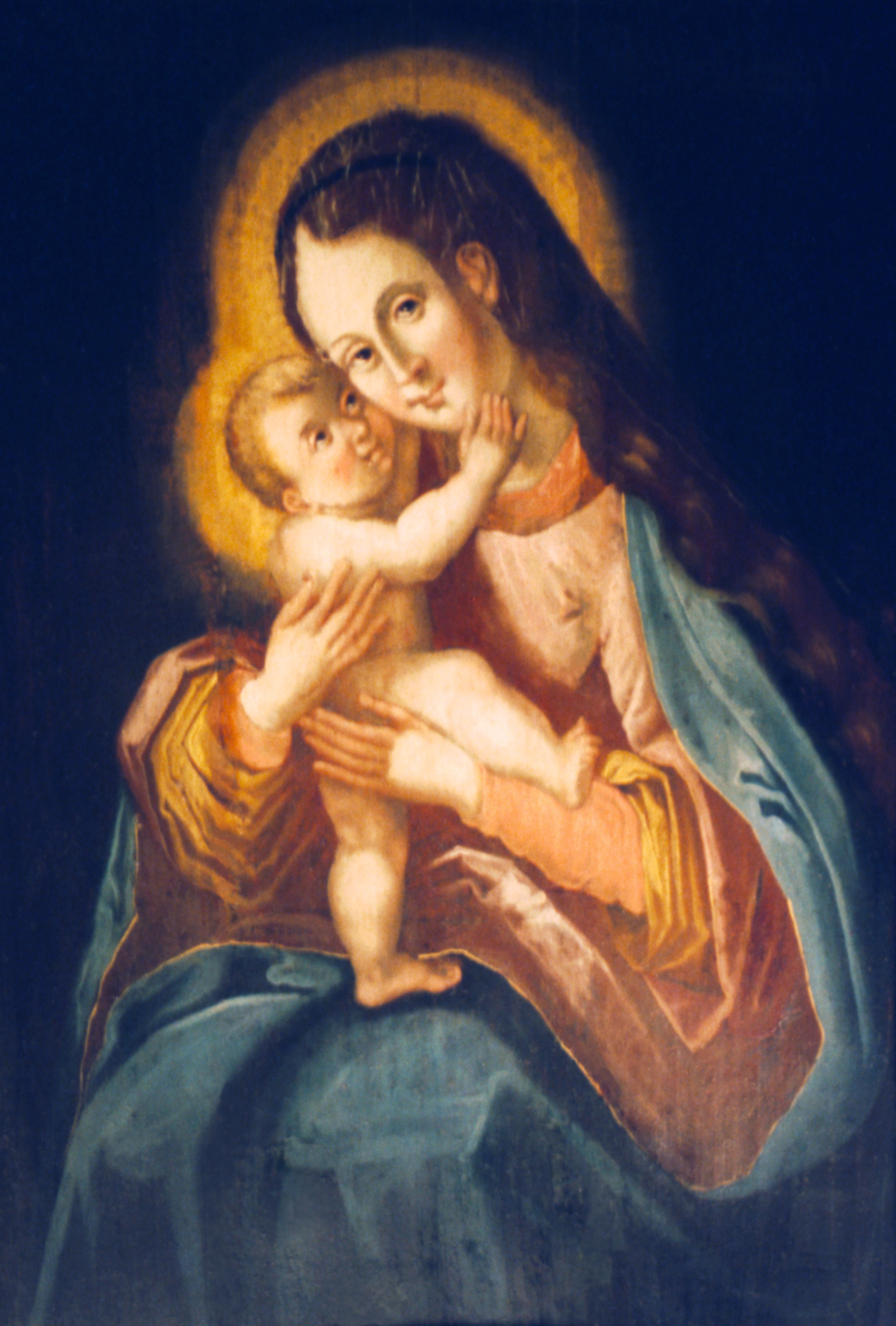
Чудотворный образ Богородицы Фульнецкой

На почётном месте фульнецкой приходской церкви, над дарохранительницей главного алтаря, находится чудотворный образ Девы Марии-Помощницы, известный также как Богородица Фульнецкая. Когда-то под ним была дощечка с надписью:

| «Im Jahre 1648 den 1. October iſt der ehrbare Junggeſell Paulus Mudrack, 19 Jahre alt, unſchuldigerweiß in dem Hauswald (Thiergarten) erſchoſſen worden. Und dann im Jahre 1649 den 3. März iſt Andreas Mudrack nach erlangten heiligen Sakramenten der chriſtkatholiſchen Kirche, von dieſer Welt geſchieden. Seines Alters 22 Jahre 5 Monath. Denen zur Gedächtniß die betrübten Eltern, als Georg und Anna Mudrack, d. Epitaphium aufrichten laſſen. Gott verleihe allen chriſtgläubigen Seelen die ewige Ruhe und Seligkeit amen.» |

Что в переводе на русский означает:

| «В году 1648, 1-го октября, в заповеднике был невинно застрелен честный юноша Павел Мудрак, 19 лет. После, в году 1649, 3 марта оставил этот свет, получив святые таинства христианско-католической церкви, Андрей Мудрак. Ему было 22 года 5 месяцев. Им на память заказали опечаленные родители, Георгий и Анна Мудрак, сделать эпитафию. Бог дай всем христианским душам вечный покой и блаженство. Аминь.» |

Упомянутой эпитафией был образ Девы Марии-Помощницы, который супруги Мудрак подарили в 1678 году приходской церкви. Изначально она находилась у купели в часовне Святого Иосифа старой приходской церкви. Оттуда она была позже изъята и перемещена между двумя храмовыми окнами. В 1731 году она был снова перемещена, а её место заняло изображение тогда недавно беатифицированного Петра Фоуриера. Картину Девы Марии использовали как малый алтарный образ; так она не привлекала к себе особого внимания вплоть до 1746 года — тогда 23 декабря она была опять перемещена уже в клуатр, так как лучшего места не нашлось; после нескольких недель образ там даже развалился на три куска. Тогда, наконец, о нём позаботился преподобный Якоб Эрбсманн (Jakob Erbsmann), старец здешнего монастыря, заказал её починку и повесил на монастырскую стену за церковью. Постепенно у неё начали почти ежедневно собираться набожные христиане; они украшали образ цветами и почитали Богородицу молитвами и пением. Уважение постоянно возрастало, многие приходившие находили утешение и помощь.
В субботу, перед торжеством Пресвятой Троицы, 31 мая 1749 года, у образа около пяти часов после полудня молился лакей Ян Георгий Лосерт (Johann Georg Losert). Вдруг он заметил что-то белое на правом глазу Богородицы. Сначала он подумал, что образ был забрызган чем-нибудь, так как тогда достраивалась новая ризница у старой церкви. Уже звонили к обедне, поэтому он ушёл в храм, но постоянно чувствовал внутреннее стремление вернуться на то же место. После окончания литургии он направился опять к образу и, осмотрев его внимательно, обнаружил, что от правого глаза Богородицы стекают три слезы, средняя вплоть до головы Иисуса. На левом глазу тоже явно было что-то влажное. К семи часам вечера, у образа уже успели собраться и увидеть всё около двенадцати человек. Пономарь Иосиф Гопп (Joseph Hopp) позвал тогдашнего декана Иосифа Барвига (Joseph Barwig), который поднялся к образу и вытер слёзы платком — что удалось только после продолжительных усилий. Там же присутствовал кроме декана другой священник из монастыря августинцев, по имени Александр (Alexandr), из мирян пономарь Иосиф Гопп, его сестра Аполлония (Apollonia), лакей Ян Георгий Лосерт и 12 других верующих. Декан Барвиг приказал им временно молчать о произошедшем, но скоро уже весь город знал об этом, и на том же месте в тот же вечер собралась большая часть горожан, как знатных, так и простых.
Во второй половине дня 2 июня 1749 года около образа собрались декан Иосиф Барвиг с другими священниками, строитель Николай Талхер (Nikolaus Thalherr), Матфей Гоп (Mathäus Hopp), брат пономаря, и Георгий Рихтер (Georg Richter), чтобы всё осмотреть и найти объяснения явлению. После тщательного исследования образа и его окружения, оценки всех обстоятельств, они умозаключили, что слёзы на лице Девы Марии не могли быть естественной природы, и что речь может идти только о чуде, через которое явилась Богородица.
Через некоторое время количество богослужений около образа увеличилось, стало приходить больше паломников, причём не только прихожан и жителей соседних сёл, но и из дальних окрестностей. Многие подтверждали, что после молитв у образа Фульнекской Богоматери были удовлетворены их просьбы в духовных и телесных нуждах. Богослужения и пения обычно продолжались вплоть до ночи.
В день праздника Посещения Девой Марией Святой Елизаветы, 2 июля, у образа происходила первая торжественная литания с музыкой; с того времени там все праздники Святой Марии проводились с музыкой, хористы ежедневно пели и проводили литании. В праздник Богородицы горы Кармел у образа отслужили первую святую мессу. В связи с этим образ украсили красивой рамой и возле него прикрепили лампаду, которая впоследствии непрерывно горела. Перед праздником Рождества Пресвятой Богородицы вокруг образа была построена малая деревянная часовня, чтобы у людей исполняющих богослужение был кров. Многие граждане предлагали собрать деньги и построить кирпичную часовню.
Уже 10 декабря началась работа по раскопке скалистого откоса, который мешал строительству. Помощь оказали фульнецкий магистрат и граждане города. 12 января 1750 года образ Девы Марии Помощницы с большими почестями был перенесён в часовню св. Анны, где был поставлен на алтарь и закрыт стеклом. В течение этого перемещения Богородица на образе по свидетелям уронила много слёз.
Все происшествия происходившие с образом и вокруг него тщательно записывал тогдашний пономарь Иосиф Гоп. Его записи продолжаются вплоть до 20 января 1753 года и до того времени описывают 106 случаев, когда люди из разных сёл сообщили, что им Дева Мария после молитвы у фульнецкого образа выпросила Божию помощь в различнейших надобностях.
Когда уже после больших усилий удалось освободить место для строительства, план был изменён, и было решено строить не часовню, а сразу большую новую церковь.

### Нынешняя приходская церковь

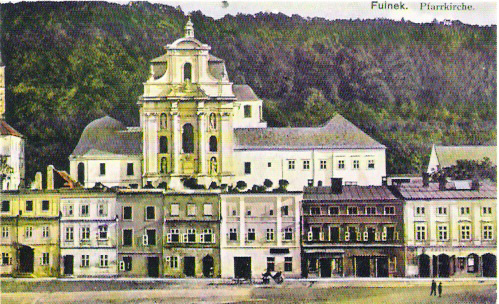
Приходская церковь с южной стороной площади в конце XIX века

Для отрывания откоса каждый день приходило много людей, вместе с работниками, нанятыми за деньги, их было около 50—60 человек. 25 апреля 1750 года работа уже настолько продвинулась, что было достаточно места для закладывания фундамента, его первый камень был заложен 5 мая и на день позже начали работать каменщики. Закладной камень церкви был торжественно заложен 19 октября 1750 года на том месте, где раньше находился образ Девы Марии. Для торжественного акта были изготовлены позолоченная кельма и молот. Первый удар совершил декан, за ним последовало прочее духовенство, магистрат и другие знатные граждане. Наконец, по камню смогли ударить и простые люди; это мог сделать каждый, кто хотел, по одному удару. Камень можно видеть под церковной кафедрой, до сих пор на нём заметна надпись «1750». Согласно приходской хронике в 1760 году строительство было завершено и началась покраска.
В среду, 22 октября 1760 года церковь была освящена оломоуцким вспомогательным епископом Иоанном графом фон Шерфенбергом (Johannes von Schärffenberg).
Нынешний храм построен на месте старой церкви Святых Филиппа и Якоба у монастыря августинцев, который в 1784 году был закрыт в рамках реформ императора Иосифом II, последний настоятель стал приходским священником и в здании конвента образован городской дом приходского священника. Автором проекта был поселившийся в Фульнеке архитектор Николай Талхер, которому приписываются также церкви в городах Будишов-над-Будишовкоу и Штернберк.
В 1900—1903 годах прошла общая реставрация церкви, в 1905—1908 годах — ремонт клуатра, в 1919 году в храме проведено электрическое освещение и в 1950—1983 годах постепенно проведён общий ремонт церкви и дома приходского священника.

## Описание

### Приходская церковь Пресвятой Троицы

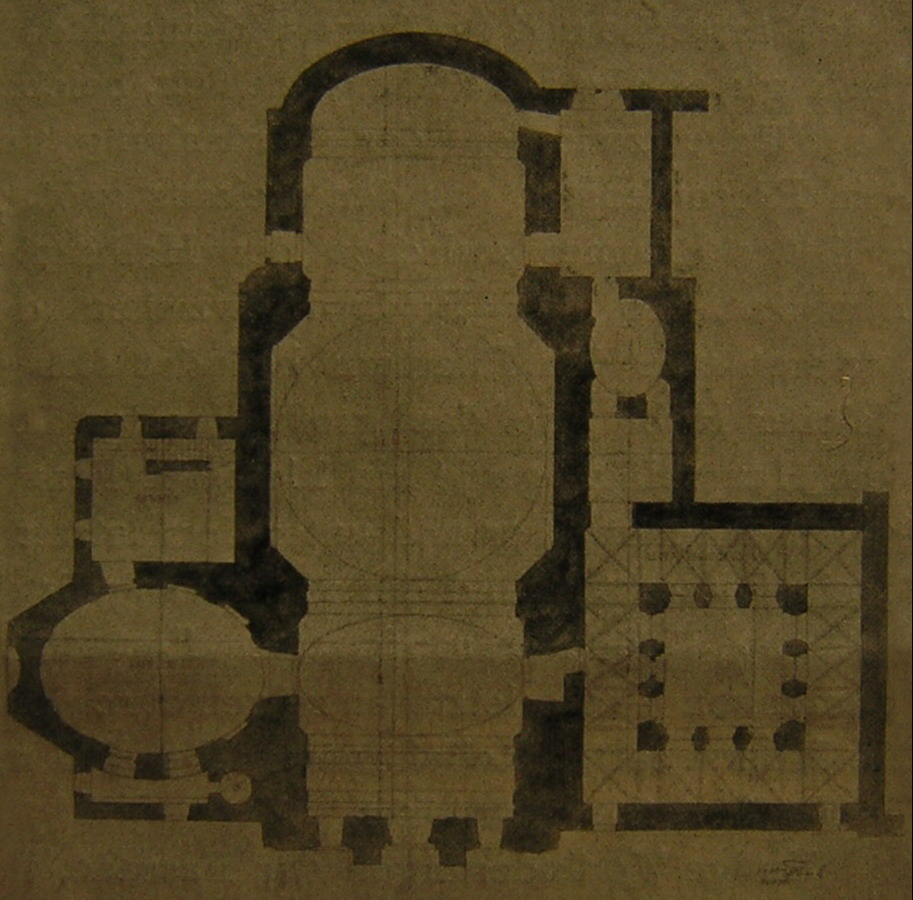
План церкви

Церковь однонефная, на западной стороне соединена с готическим клуатром, который стал частью нижнего этажа дома приходского священника. Глубинная ось нефа север-юг направлена перпендикулярно к Замковому верху, ширинная ось параллельна воображаемой южной стороне площади. Главный алтарь направлен на север с умеренным наклонением на запад. На восточной стороне была построена овальная часовня св. Иосифа. Над северной стороной главенствуют могучие кирпичные хоры.

#### Интерьер

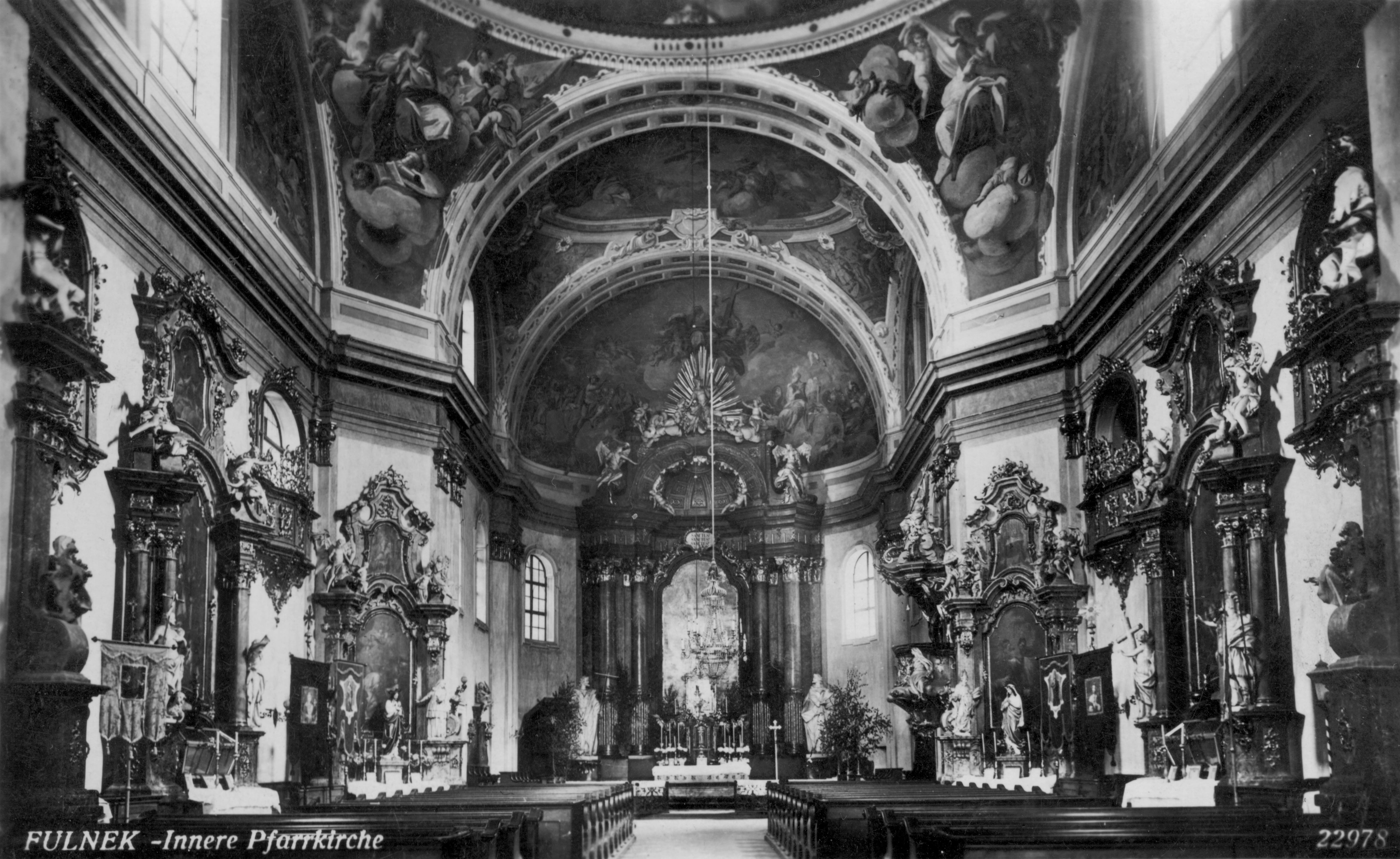
Интерьер церкви в начале XX века

В разделении интерьера отражается замысел складывания пространства. Одиночные элементы свода разделяются выразительными удвоенными междусводовыми полосами и окружены стенами пилястр, несущими участки антаблемента, на которые опираются полосы. Под куполом расположен по кругу сквозной антаблемент, под которым находятся оратории с выступающими парапетами.
Церковь и часовня выполнены в стиле барокко. Уникальные настенные росписи с богатой символикой, законченные в 1760 году, по тематике связанные с освящением церкви, создал оломоуцкий живописец Йозеф Игнац Садлер. В полукуполе над главным алтарём изображено «Торжество веры», другие росписи показывают сцены, связанные с торжеством трёх Божьих лиц — в передней части «Победный воскрешённый Христос, которому поклоняются толпы святых», в средней «Творцовское дело Бога-Отца» (в куполе «Сотворение ангелов») и в задней пятидесятничная сцена «Сошествие Святого Духа». Пандативы в средней части изображают иносказания четырёх частей света. Главный алтарь является произведением кромержижского скульптора Франца Андрея Гирнле (Franz Andreas Hirnle); в отделке остального он сотрудничал со скульптором Вацлавом Бёмом (Wenzel Böhm).
Большинство картин в церкви выполнил Игнац Рааб, но роспись главного алтаря — произведение Феликса Иво Лайхера. Святой Августин на нём держит перо, оставляющее за собой огненный след, что символизирует вдохновение Святым Духом. Дверь дарохранительницы украшена изображениями пеликана, кормящего голодных детёнышей собственным мясом — притча Христа, насыщающего людей через Святые Дары своим телом.
На обеих сторонах храмового нефа находится по три боковых алтаря. На правой, апостольской стороне передний посвящён Святому Валентину, средний Деве Марии Скорбящей и задний Святой Варваре. На левой, евангелийской стороне передний святому Августину, средний святому Убальдо и задний Страданиям Христа. Частями средних алтарей являются стеклянные гробы с мощами святых, справа св. Валентина и слева Святого Виталиса. В 2006 году в церковь из польского Кракова были торжественно перенесены мощи святой Фаустины Ковальской, и к ним поместили образ Божьего Милосердия.
На правой стороне храмового нефа находится также церковная кафедра. Главным мотивом её отделки является состав трёх целомудрий, изображённый в подобии трёх женских лиц: слева внизу с якорем — «надежда», посередине над кафедрой с крестом — «вера» и справа внизу с чашей — «любовь».

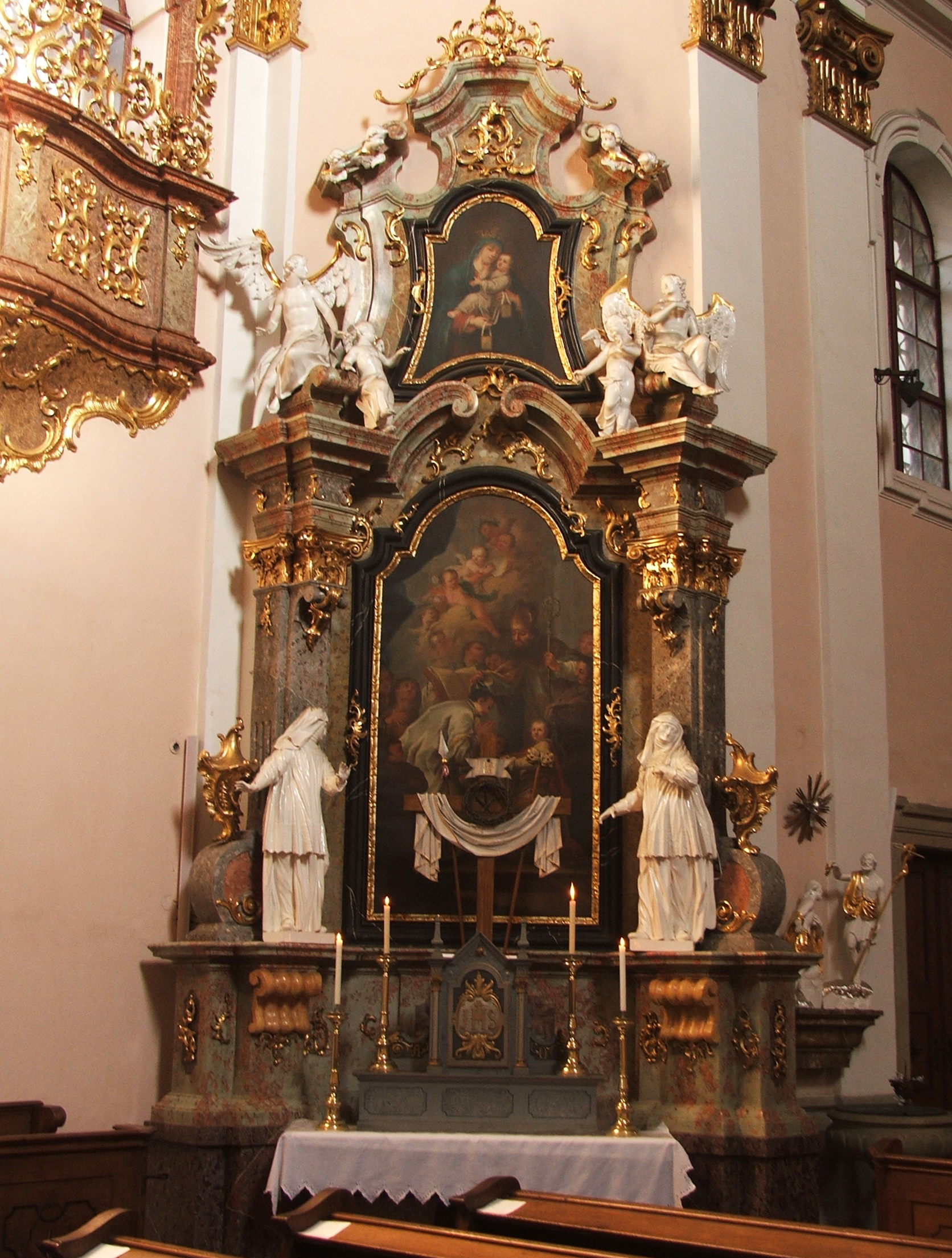
Алтарь Святого Августина
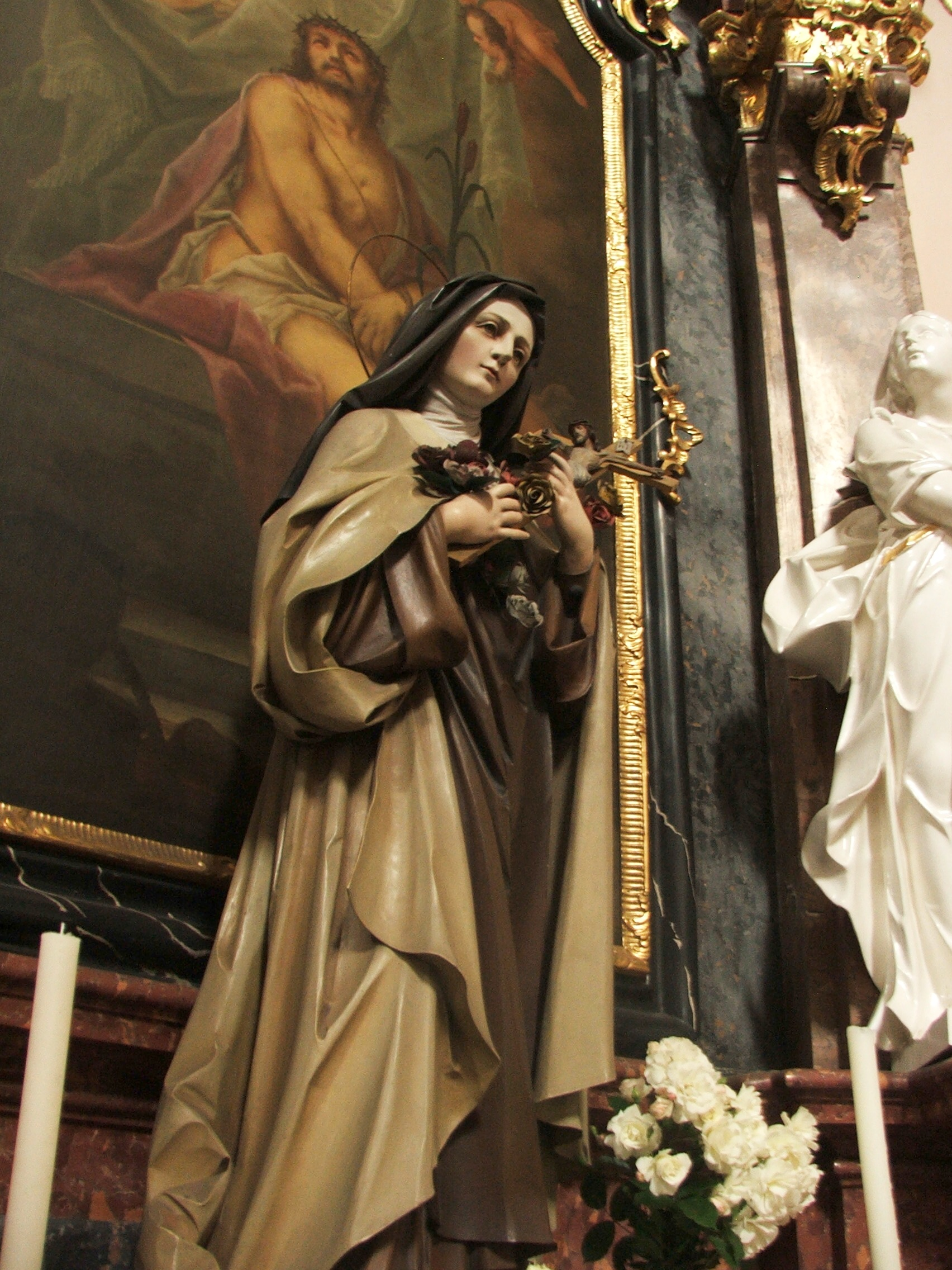
Деталь алтаря Бичевания Христа
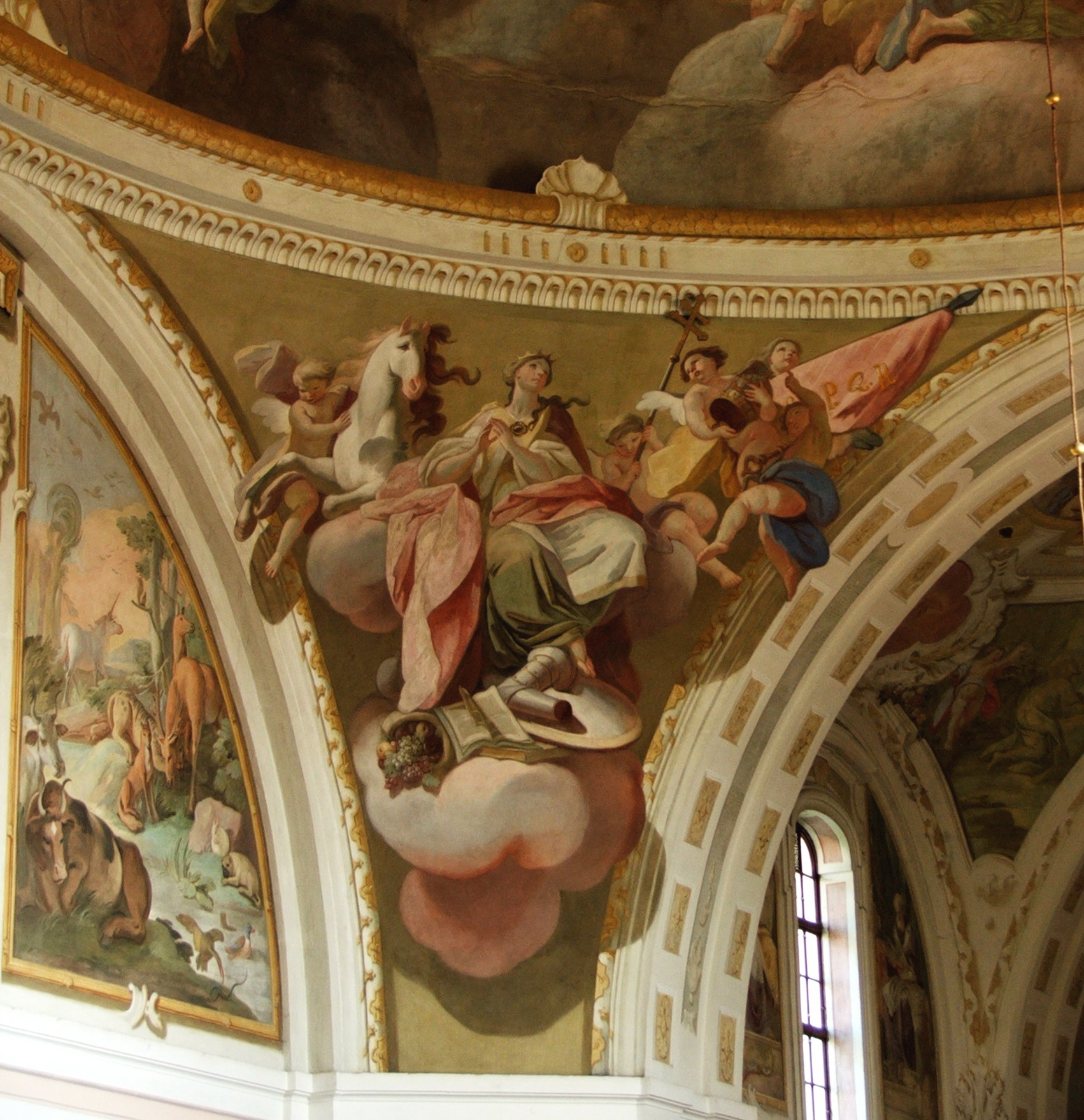
Фреска с иносказанием Европа
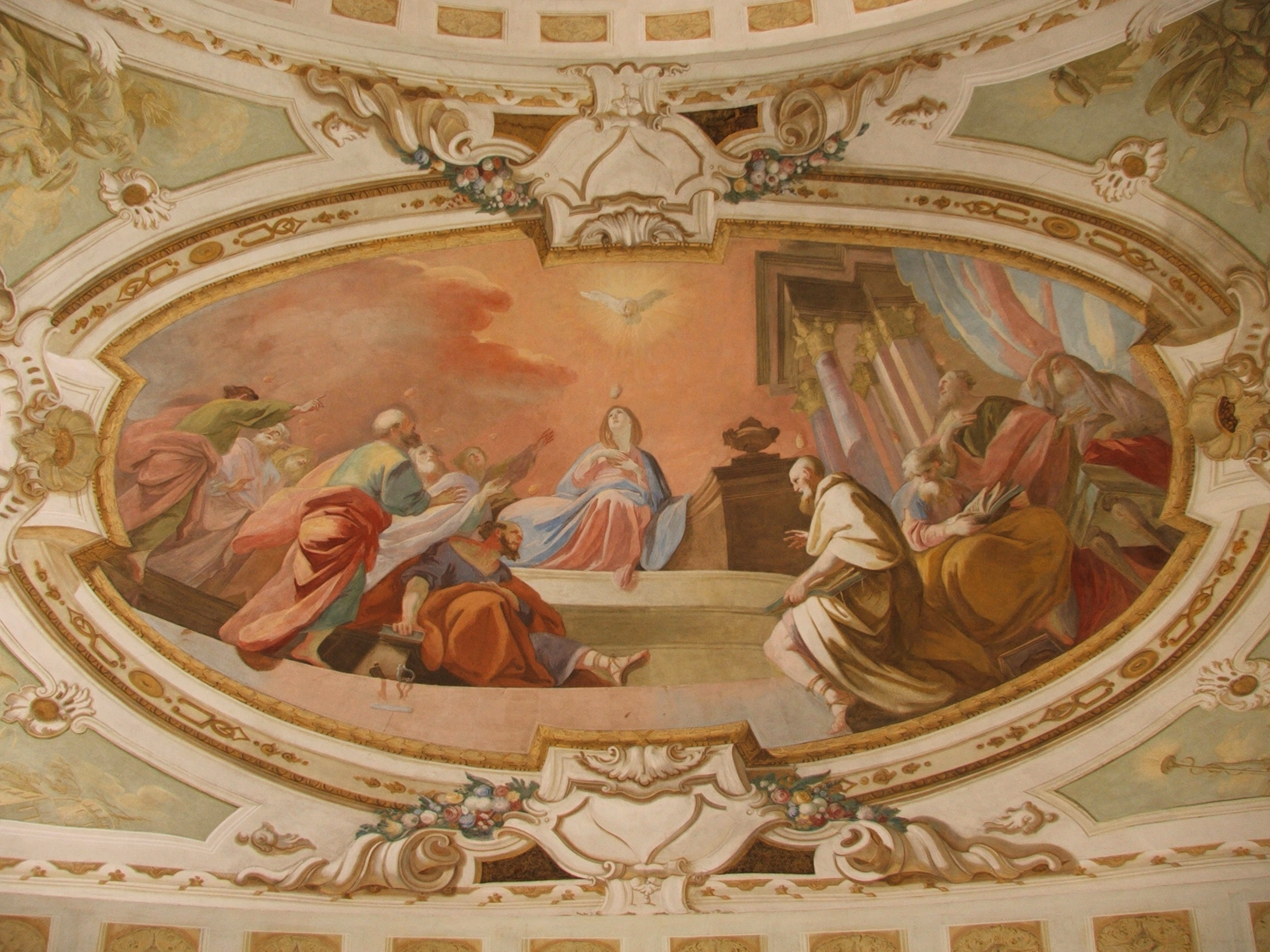
Фреска со сценой Сошествие Святого Духа

#### Орган
Первый орган приходской церкви был построен органным мастером Яном Георгием Шварцем из Либаве и освящён в 1766 году. У него были два мануала и 18 регистров. Из-за значительного износа деревянных частей и червоточины в XX веке орган был отремонтирован и увеличен национальным предприятием «Завод органов» из Крнова по проекту инженера Оты Веверки (Ota Veverka). Отремонтированный трёхмануальный 33-регистровый инструмент был освящён 10 декабря 1955 года по одобрению профессора Густава Пивоньки (Gustav Pivoňka) из Оломоуца.

#### Клуатр
Клуатр старого монастыря августинцев, построенный, вероятно, в 1430-х годах у западного фасада тогдашней церкви, является одним из значительных готических памятников архитектуры в городе. В нём возвышается ребристый крестовый свод с высококачественными рельефными деталями. Под выходами рёбер и в болтах ребристого свода находятся гербы создателей монастыря — загнутая стрела панов из Краварж и звезда панов из Штернберка и Лукова. Помещение освещается одиннадцатью ланцетовидными окнами, выходящими на необычно маленький двор. От витражных роз в форме огня сохранился только фрагмент в верхней части среднего западного окна. Клуатр ранее соединял церковь с жилыми постройками монастыря, к нефу выходит ломаным порталом.

#### Часовня св. Иосифа
Часовня св. Иосифа, пространство, имеющее собственную архитектурную композицию, в горизонтальной проекции находится приблизительно на месте алтаря бывшей готической церкви. Интерьер поделён пилястрами с участками антаблемента, на который усаживается выразительно моделированный карниз, поддерживающий свод купола. Под карнизом — оратории с выпуклыми рельефными парапетами, над входом нефа находится массивная эмпора. В своде часовни можно увидеть роспись «Двенадцатилетний Иисус в Храме», дополненную по кругу сценами из жизни святого семейства. С нефом интерьер часовни соединяет высокая аркада.

#### Внешний вид здания

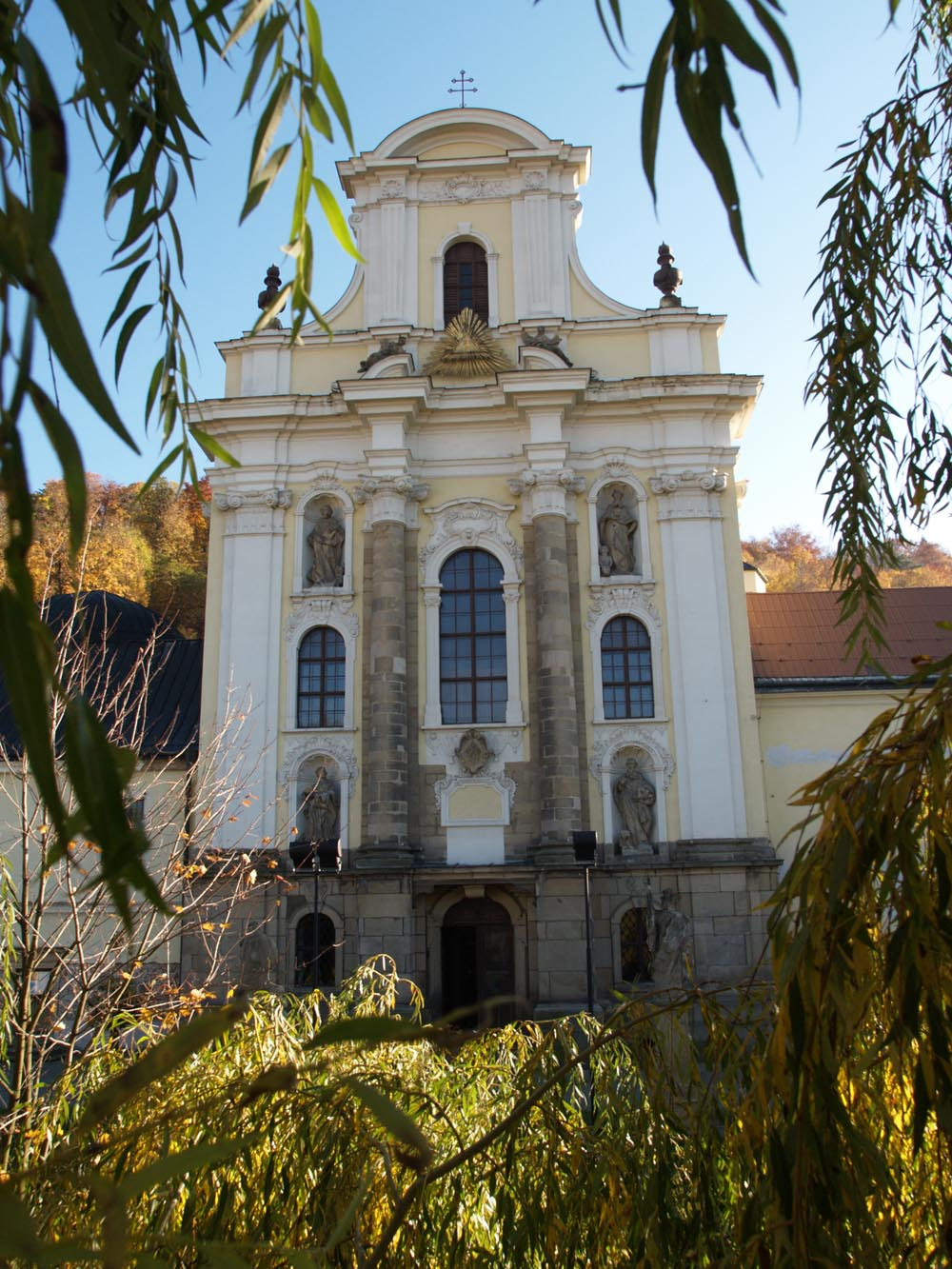
Приходская церковь, вид с севера

Внутреннему построению пространства отвечает также деление внешнего вида церкви — боковые фасады гладкие, углы между отдельными стенами закруглённые, на границах вложены четыре столба; всё здание опоясывает коронный антаблемент. Из стен церкви выступают пристройки часовни и ризниц. Фасад образует монументальную кулису, напоминающую архитектуру высшего барокко. В нишах фасада стоят фигуры четырёх евангелистов скульптора Яна Шуберта. У нефа двускатная крыша, над центральным пространством с куполом крыша мансардная с маковкой, часовню покрывает низкий купол. Фронтон церкви был в 1901—1903 годах приготовлен по проекту архитектора проф. Фердинанда Граха.
На восточной стороне церкви помещён позднеготический или раннеренессансный надгробный камень Георгия из Жеротина (Jiří z Žerotína), датируемый временем до 1507 года. Идеализированное изображение представляет умершего как рыцаря, стоящего на льве, символе мощи и силы. Соседний надгробный камень принадлежит семье Балтазара Швайница из Пилмсдорфа (Baltazar Švajnic z Pilmsdorfu).
От площади к церкви ведёт барочная лестница начала XVIII века с классическими воротами, украшенными скульптурами.

### Дом приходского священника
Дом приходского священника (до 1784 года — монастырь августинцев-каноников) прилегает к западной стене церкви Пресвятой Троицы. Наиболее старая его часть — западное жилое крыло первого этажа — относится к первой половине XV века. Дом подвергся серьёзной перестройке в XVII веке, когда были построены помещения второго этажа. Дальнейшие изменения следовали после расформирования монастыря в конце XVIII и позже, в XIX веке. Сейчас это двухэтажное здание с невыразительно расчленённым фасадом, опоясанное коронным карнизом. У шести окон второго этажа ренессансные каменные профилированные откосы и заметные надоконные карнизы. Комнаты находятся по сторонам сравнительно широких коридоров, перекрытых плоскими и бочарными сводами; в комнатах большей частью плоские потолки. На северной стороне дома находится ампирная комната с живописными и лепными украшениями начала XIX века. Возле неё расположено помещение приходской канцелярии с позднеренессансными лепными украшениями и отделкой эпохи ампира.